# Thomas Buttersworth
Thomas Buttersworth, né le 5 mai 1768 et mort en novembre 1842, est un marin anglais lors des guerres napoléoniennes qui est devenu peintre de marine. 

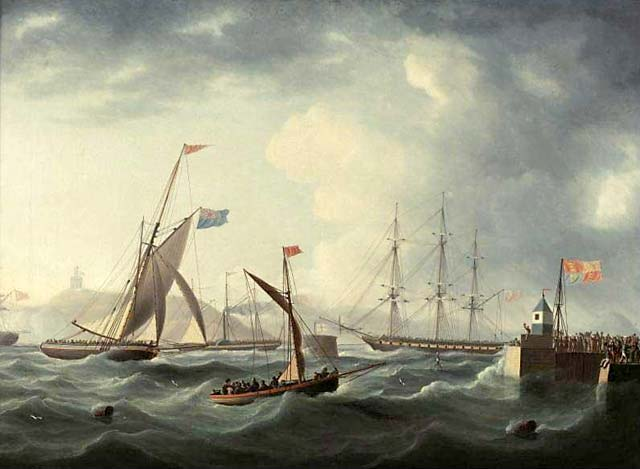
The Royal George at Leith for the Visit of King George IV to Scotland
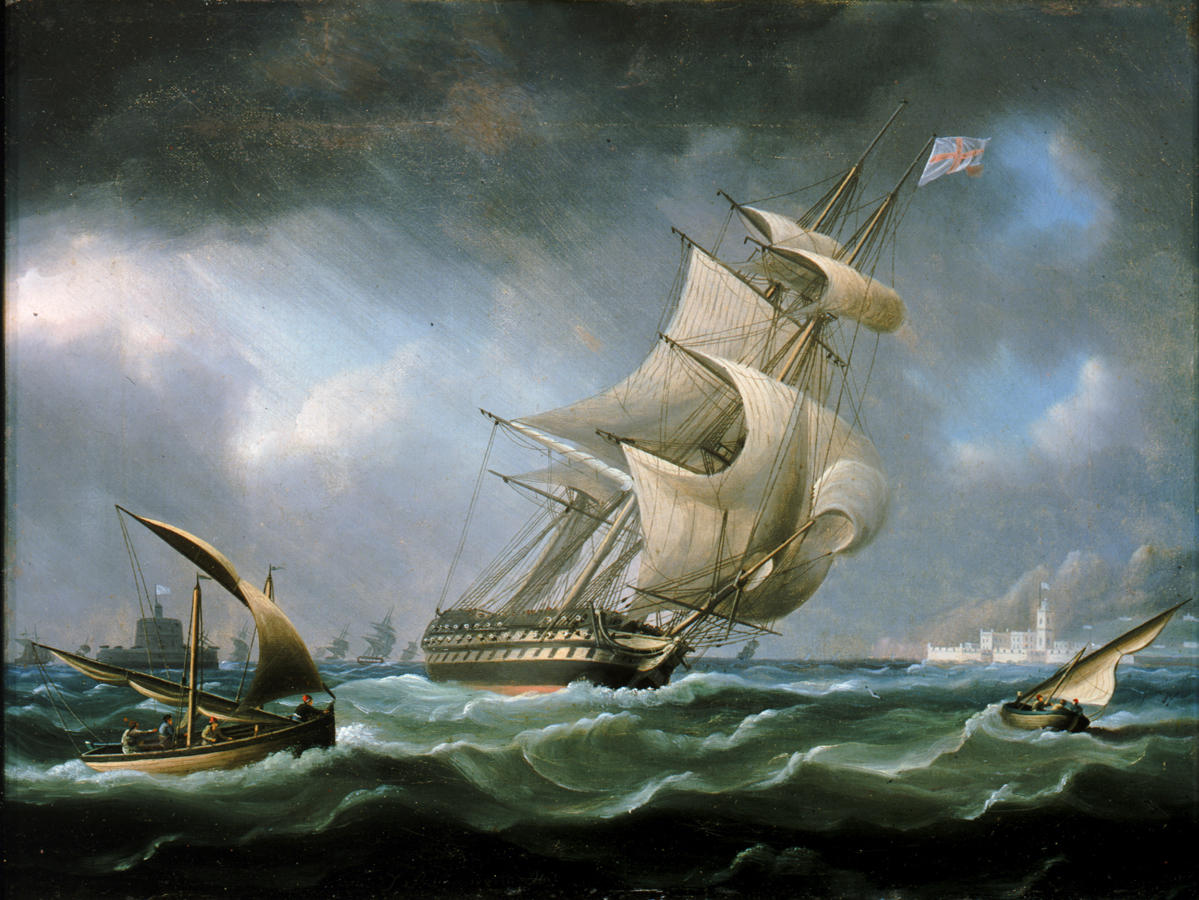
HMS Warrior off the mouth of the River Tagus